# Laugharne
Laugharne är en by i Carmarthenshire i Wales. Byn är belägen 94,5 km 
från Cardiff. Orten har 740 invånare (2016).